# Championnat du monde junior de hockey sur glace 1982
Navigation
Allemagne de l'Ouest 1981 URSS 1983
La sixième édition du championnat du monde junior de hockey sur glace a eu lieu entre le 22 décembre 1981 et le 2 janvier 1982 aux États-Unis pour le groupe A et entre le 16 et 20 mars pour le groupe B aux Pays-Bas.

## Déroulement de la compétition
Avec encore une fois seize nations, le fonctionnement du classement pour le groupe A change pour cette édition. À la place d'avoir deux poules, un premier classement puis de nouvelles poules, les équipes vont être classées pour la médaille d'or (et la relégation) directement après une rencontre entre chacune d'entre elles.
Le groupe B change également de format en reprenant le mode de classement de 1979 avec deux premières poules, un classement suivis de matchs de classement pour les première, troisième, cinquième et septième place.

## Groupe A
Les matchs du groupe A ont eu lieu aux États-Unis dans la ville de Minneapolis ainsi qu'au Canada.

### Résultats
|                      | Can. | Tch. | Fin. | URSS | Suè. | U.S.A. | All. | Sui. |
| -------------------- | ---- | ---- | ---- | ---- | ---- | ------ | ---- | ---- |
| 1 Canada             |      | 3–3  | 5–1  | 7–0  | 3–2  | 5–4    | 11–3 | 11–1 |
| 2 Tchécoslovaquie    | 3–3  |      | 5–1  | 3–2  | 4–6  | 6–4    | 7–1  | 16–0 |
| 3 Finlande           | 1–5  | 1–5  |      | 6–3  | 9–6  | 8–4    | 8–4  | 14–2 |
| 4 URSS               | 0–7  | 2–3  | 3–6  |      | 7–2  | 7–0    | 12–3 | 11–4 |
| 5 Suède              | 2–3  | 6–4  | 6–9  | 2–7  |      | 4–2    | 5–1  | 17–0 |
| 6 États-Unis         | 4–5  | 4–6  | 4–8  | 0–7  | 2–4  |        | 8–1  | 6–3  |
| 7 Allemagne fédérale | 3–11 | 1–7  | 4–8  | 3–12 | 1–5  | 1–8    |      | 6–5  |
| 8 Suisse             | 1–11 | 0–16 | 2–14 | 4–11 | 0–17 | 3–6    | 5–6  |      |

### Classement final groupe A
|        | Équipe             | PJ | V | N | D | BP | BC |
| ------ | ------------------ | -- | - | - | - | -- | -- |
| Or     | Canada             | 7  | 6 | 1 | 0 | 45 | 14 |
| Argent | Tchécoslovaquie    | 7  | 5 | 1 | 1 | 44 | 17 |
| bronze | Finlande           | 7  | 5 | 0 | 2 | 47 | 29 |
| 4      | URSS               | 7  | 4 | 0 | 3 | 42 | 25 |
| 5      | Suède              | 7  | 4 | 0 | 3 | 42 | 26 |
| 6      | États-Unis         | 7  | 2 | 0 | 5 | 28 | 34 |
| 7      | Allemagne fédérale | 7  | 1 | 0 | 6 | 19 | 56 |
| 8      | Suisse             | 7  | 0 | 0 | 7 | 15 | 81 |

## Groupe B
Les matchs du groupe B se sont joués à Heerenveen aux Pays-Bas.

### Premier tour
Poule A
|               | Aut. | Dan. | Fra. | You. |   | V | N | D  | BP | BC |
| ------------- | ---- | ---- | ---- | ---- | - | - | - | -- | -- | -- |
| 1 Autriche    |      | 6–2  | 4–3  | 9–5  | 3 | 0 | 0 | 19 | 10 |    |
| 2 Danemark    | 2–6  |      | 9–3  | 7–3  | 2 | 0 | 1 | 18 | 12 |    |
| 3 France      | 3–4  | 3–9  |      | 6–1  | 1 | 0 | 2 | 12 | 14 |    |
| 4 Yougoslavie | 5–9  | 3–7  | 1–6  |      | 0 | 0 | 3 | 9  | 22 |    |

Poule B

### Matchs de classement
|            | Nor. | Jap. | Ita. | P-Bas |   | V | N | D  | BP | BC |
| ---------- | ---- | ---- | ---- | ----- | - | - | - | -- | -- | -- |
| 1 Norvège  |      | 4–2  | 6–2  | 5–2   | 3 | 0 | 0 | 15 | 6  |    |
| 2 Japon    | 2–4  |      | 5–2  | 9–2   | 2 | 0 | 1 | 16 | 8  |    |
| 3 Italie   | 2–6  | 2–5  |      | 2–2   | 0 | 1 | 2 | 6  | 13 |    |
| 4 Pays-Bas | 2–5  | 2–9  | 2–2  |       | 0 | 1 | 2 | 6  | 16 |    |

Tous les matchs de classement ont eu lieu le 20 mars sur la patinoire de Heerenveen.
- Match pour le septième place : Pays-Bas 6–3 Yougoslavie
- Match pour la cinquième place : France 6–2 Italie
- Match pour la troisième place : Japon 6–4 Danemark
- Match pour la première place : Norvège 3–2 Autriche